# هيئة فنون الطهي
هيئة فنون الطهي هي هيئة حكومية سعودية تأسست في فبراير 2020، ومقرها في العاصمة الرياض.

## الأهداف
تهدف الهيئة لتصنيف المطاعم والأطباق والطهاة، ووضع الآليات والضوابط ذات الصلة بهذا الفن، كما تسعى لتسجيل الأطباق السعودية والعالمية وتدوين وصفاتها ونشرها، فضلا عن التعريف بالأطباق السعودية محليا ودوليا، وتشجيع الأبحاث والدراسات في هذا المجال.

## الاستراتيجية
في نوفمبر عام 2020، أطلقت هيئة فنون الطهي عن استراتيجيتها، حيث تضمنت الاستراتيجية محاور ومسارات عديدة. واستندت الهيئة في بناء استراتيجيتها على خمسة عناصر، هي:
- تحديد أصول الطهي وتراثه، والمحافظة عليهما.
- ترويج الروايات والقصص المحلية التقليدية.
- توفير تجربة طعام عالمية المستوى.
- تطوير مهنة الطهي.
- التقدم والابتكار.

## مجلس الإدارة
تمتد عضوية المجلس ثلاث سنوات قابلة للتجديد، على أن يعقد اجتماعاته أربع مرات في العام أو كلما دعت الحاجة. ويتولى المجلس الإدارة، مهام تتضمن إصدار القرارات اللازمة لتحقيق أهداف الهيئة، والإشراف على تنفيذ استراتيجياتها، وإقرار السياسات المتعلقة بنشاط الطهي واللوائح والأنظمة والإجراءات الداخلية والفنية.
في 24 يوليو 2020 م، أعلنت وزارة الثقافة عن تشكيل مجلس إدارة هيئة فنون الطهي برئاسة صاحب السمو الأمير بدر بن عبد الله بن فرحان وزير الثقافة، ومعالي نائب وزير الثقافة الأستاذ حامد بن محمد فايز عضواً ونائباً لرئيس المجلس، وعضوية كل من الدكتورة ديان دود، وبدر بن زهير فايز، وإريك ولف، ولويزا سييرا، وهاني بن حسين العطاس.
في 7 مارس 2024، أعيد تشكيل مجلس إدارة الهيئة وضم الدكتورة دايان دود، وهاني بن حسين العطاس، وبدور بنت ناصر الرشودي، وإريك ولف، ولويز سيرا.

## مبادرات هيئة فنون الطهي

### إرث مطبخنا
هي أولى مبادرات هيئة فنون الطهي، وأطلقتها في شهر إبريل من عام 2020، وتعنى بتشجيع وتحفيز ودعم المجتمع السعودي من طهاة مبتدئين ومحترفين لحفظ وتوثيق الوصفات  السعودية، وتهدف أيضاً لتوثيق وصفات الطهي السعودي عبر منتجات رقمية أو مطبوعة وتكوين قاعدة بيانات لوصفات طهي سعودية، وإثراء المحتوى الثقافي للمطبخ المحلي.

### روايات الأطباق الوطنية وأطباق المناطق
وهي مبادرة وطنية أطلقتها هيئة فنون الطهي في يناير 2022، وتسعى من خلالها إلى تولي مسؤولية حصر وتصنيف الأطباق المحلية الشهيرة ذات الارتباط الوثيق بالهوية السعودية في جميع مناطق المملكة، وتزامناً مع إطلاق هذه المبادرة اعتمدت الهيئة «الجريش» طبقاً وطنياً للمملكة العربية السعودية، وطبق «المقشوش» لتكون الحلوى الوطنية السعودية. وطبق الرز المديني الذي صنّف طبقاً مناطقياً خاصاً بالمدينة المنورة.

## الفعاليات

### مهرجان فيست الطعام السعودي
في ديسمبر 2022، دشنت هيئة فنون الطهي مهرجان "فيست الطعام السعودي"، حيث سيقدم منتجات مختلفة في الطعام السعودي، كما سيتم تقديم مسابقات الطهي، والتعريف بثقافة السعودية من خلال الطعام.

### معرض هوريكا جدة
في فبراير 2023، شاركت هيئة فنون الطهي فعاليات معرض "هوريكا جدة"، والمعني بالمأكولات والمشروبات والضيافة، إضافة إلى افتتاح "صالون دو شوكولا"، حيث جمّعت الفعالية ما يزيد عن 150 شركة متخصصة في تقديم المأكولات والخدمات لقطاع الطهي.

### مهرجان الفقع
في مارس 2022، أطلقت هيئة فنون الطهي في السعودية، "مهرجان الفقع الأول"، بهدف إحياء القيمة التاريخية لارتباط الفقع بالمطبخ السعودي. يعد المهرجان حاضنًا لبائعي الفقع، والطهاة، والأسر المنتجة المحلية.
في يناير 2023، أطلقت هيئة فنون الطهي في السعودية، "مهرجان الفقع الثاني". حيث يشمل مهرجان الفقع 35 ركنًا وساحةً، لمزاد إنتاج الفقع المستزرع في أكثر من 20 مزرعة مشاركة.
في يناير 2024 أطلقت هيئة فنون الطهي في السعودية، "مهرجان الفقع الثالث" المقام في مركز شري بمنطقة القصيم، حيث شهد المهرجان فعاليات منوعة منها مزاد للفقع.

### مهرجان القهوة السعودية
في سبتمبر 2022، انطلقت فعاليات مهرجان "القهوة السعودية 2022". نظمت المهرجان هيئةُ فنون الطهي، واشتمل على 3 مناطق، هي:

#### فنجال الضيف
- رحلة شجرة البُن.
- أهل الدِّلال.
- محمصة البن الحديثة.

#### فنجال الكيف
- سوق القهوة.
- المطاعم.
- واحة الطفل (زراعة شجرة البُن، والرسم بالبُن، وتلوين معدّات القهوة، وتزيين قوالب الكيك، والتصوير الفوري).
- مسابقة درب الفنجال.

#### فنجال السيف
فنجال السيف هي سلسلة من الجلسات الحوارية لتغطية تطوّر سوق القهوة، إلى جانب العملية الزراعية لإنتاج البُن، وتضم منطقة فنجال السيف "خيمة تعاليل" التي تُجسّد الثقافة السعودية.

### مهرجان الوليمة للطعام السعودي
أقامت هيئة فنون الطهي النسخة الثالثة من مهرجان الوليمة للطعام السعودي خلال الفترة من 23 نوفمبر إلى 9 ديسمبر في حرم جامعة الملك سعود بالرياض. ويعد المهرجان هو الأكبر من نوعه على مستوى الشرق الأوسط، ويهدف للتعريف بثقافة وتراث الأطعمة السعودية.

## وصلات خارجية
- الموقع الرسمي